# لوفيوس
بلدية لوفيوس (بالإسبانية: Lovios) هي بلدية تقع في مقاطعة أورينسي التابعة لمنطقة غاليسيا شمال غرب إسبانيا.

## الديموغرافيا
بلغ عدد سكان بلدية لوفيوس 2.238 نسمة عام 2011 (وفقاً للمعهد الوطني للإحصاء الإسباني).
| 2.797 | 2.718 | 2.670 | 2.420 | 2.321 | 2.259 | 2.238 |